# Gelis kumamotensis
Gelis kumamotensis là một loài tò vò trong họ Ichneumonidae.